# Dicranomyia citrina
Dicranomyia citrina là một loài ruồi trong họ Limoniidae. Chúng phân bố ở miền Tân bắc.